# August Weizenberg
August Weizenberg, né à Ritsik le 6 avril 1837 et mort à Tallinn le 22 novembre 1921, était un sculpteur estonien. Il est considéré comme le fondateur de l'école de sculpture en Estonie.

## Biographie

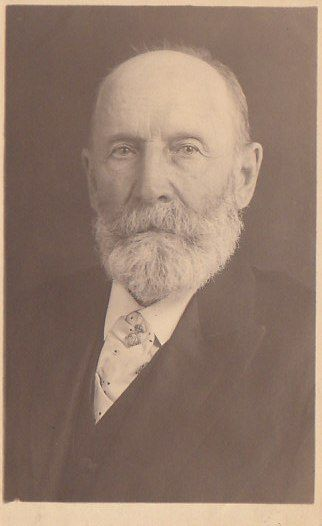
Weizenberg en 1917.

Son père était cordonnier et il apprit à tailler le bois à Erastvere de 1858 à 1862.
Dans les années 1860, il travailla comme ébéniste à Frankfurt et à Berlin. Grâce au mécénat de Friedrich Reinhold Kreutzwald, il voyagea à Saint-Pétersbourg où il était élève d'Alexander Bock. Il étudia plus tard à l'Académie russe des beaux-arts et de 1870 à 1873 à l'Académie des beaux-arts de Munich. 
De 1873 à 1890, il résida à Rome , où il peint et réalise des sculptures en marbre de Carrare. Son œuvre est profondément marquée par le classicisme et le réalisme, et il s'était donné pour modèle le sculpteur danois Bertel Thorvaldsen.
Une de ses sources d'inspiration est la mythologie estonienne (Linda en deuil, le dieu de la musique Vanemuine) ; il s'inspire aussi de la Bible (« Christ et Barabbas »). Il sculpte également des portraits de divers Estoniens célèbres (Friedrich Reinhold Kreutzwald, Jakob Hurt, Ferdinand Wiedemann, Lydia Koidula, Anna Haava). Weizenberg a aussi écrit des poèmes, des nouvelles et des pièces de théâtre. 
À partir de 1912, il a vécu de façon permanente à Tallinn, où il organise les toutes premières expositions de sculpture d'Estonie. Il devient une figure importante de la vie artistique en Estonie ; ses œuvres ornent diverses institutions. 

## Principales sculptures

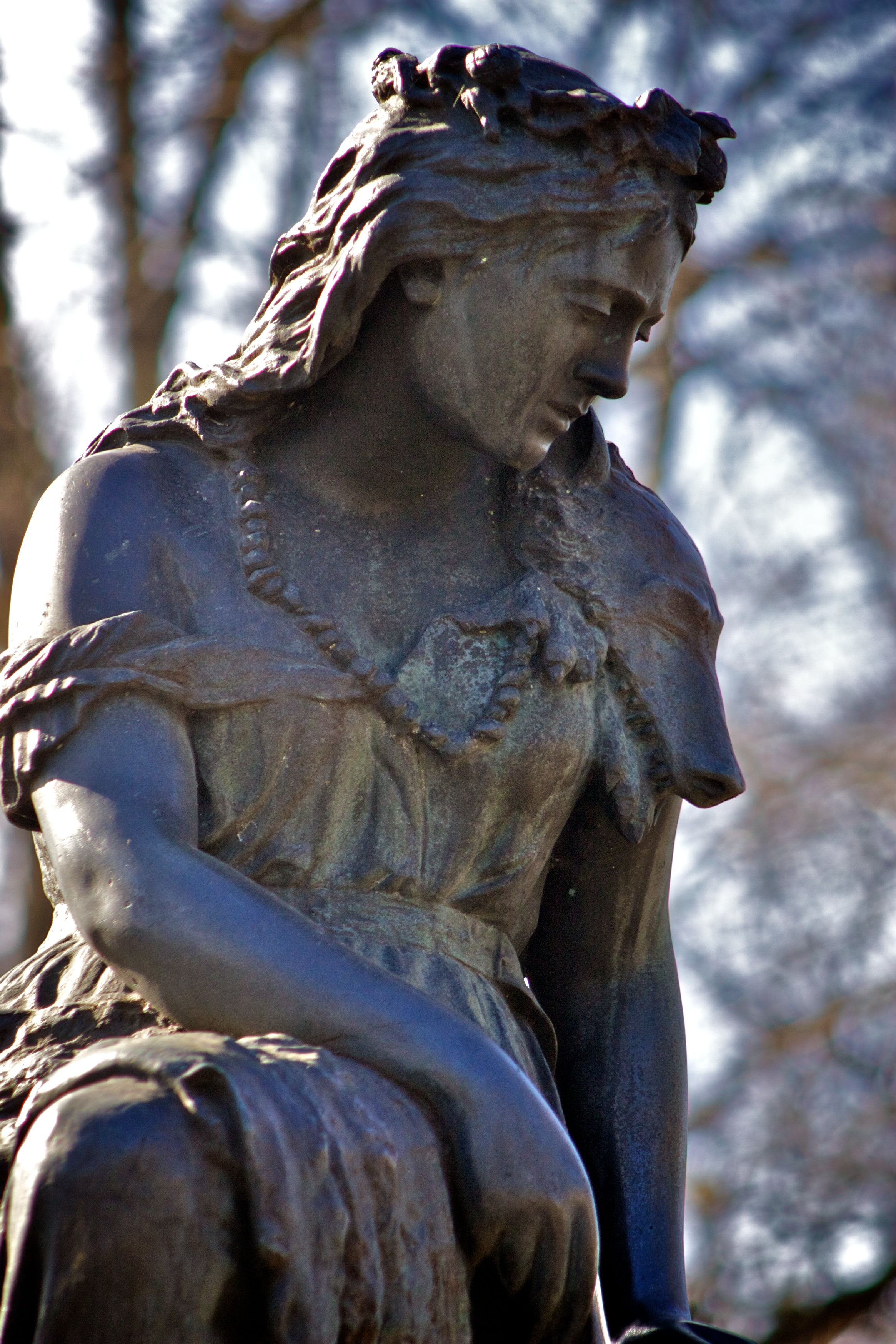
Linda.

- Ema portree ("Portrait d'une mère"), 1878.
- Lootus ("Espoir"), monument funéraire, 1893.
- Portrait de Linda, 1868, conservé au musée d'art de Tallinn.
- Kalevipoeg
- Koit et Hämarik ("Lever du soleil" et "Crépuscule", marbres, 1890 ; offerts par Weizenberg à l'Opéra National d' Estonie (et) à Tallinn.
- Vanemuine, à la cathédrale de Tartu.
- Le Christ et Barrabas.
- Kevad, Suvi, Sügis, Talv, figures allégoriques des quatre saisons, 1880–1882.